# Bettino Craxi

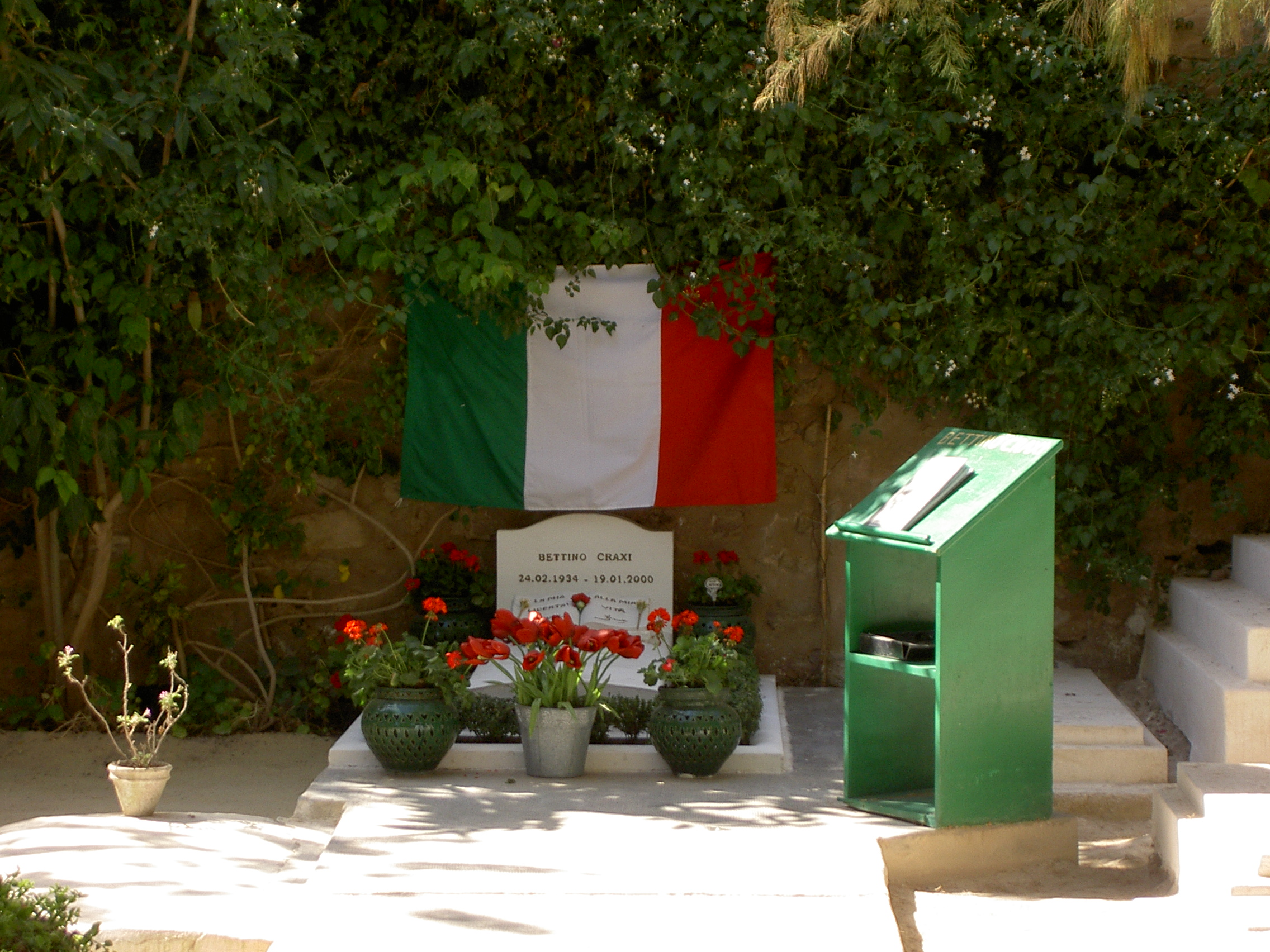
Grób Bettino Craxiego w Hammamet w Tunezji

Benedetto „Bettino” Craxi (ur. 24 lutego 1934 w Mediolanie, zm. 19 stycznia 2000 w Hammamet) – włoski polityk, działacz partyjny.
Wieloletni członek Izby Deputowanych, poseł do Parlamentu Europejskiego I i III kadencji, w latach 1976–1993 sekretarz Włoskiej Partii Socjalistycznej (PSI), premier Włoch od 1983 do 1987. Jego karierę polityczną zakończyła afera korupcyjna Tangentopoli, dotycząca przyjmowania łapówek i finansowania ugrupowań politycznych, która doprowadziła w latach 90. do znaczących przemian na scenie politycznej, a której symbolem stał się Bettino Craxi.

## Życiorys
Syn Vittoria Craxiego i Marii Ferrari. Jego ojciec był prawnikiem, działał w ruchu antyfaszystowskim. Bettino Craxi na początku lat 50. dołączył do Włoskiej Partii Socjalistycznej. Podjął studia prawnicze na Uniwersytecie Mediolańskim, następnie przeniósł się na wydział nauk politycznych Uniwersytetu w Urbino; nie ukończył studiów. Działał w różnych organizacjach studenckich, stopniowo awansował też w strukturze PSI, będąc jej etatowym pracownikiem. W 1956 zasiadł w radzie miejskiej Sant’Angelo Lodigiano. Rok później dołączył do komitetu centralnego partii. Wkrótce przeniósł się do Sesto San Giovanni, gdzie powierzono mu funkcję kierownika regionalnego socjalistów. W 1960 został radnym Mediolanu, a następnie objął stanowisko asesora we władzach miejskich.
W 1968 po raz pierwszy uzyskał mandat posła do Izby Deputowanych. Sześciokrotnie z powodzeniem ubiegał się o reelekcję, sprawując mandat deputowanego do 1994 w ramach V, VI, VII, VIII, IX, X i XI kadencji. W latach 1979–1983 i 1989–1992 był też deputowanym do Parlamentu Europejskiego I oraz III kadencji. W 1970 powołany na zastępcę sekretarza PSI, a w 1976 zastąpił Francesca De Martino na funkcji sekretarza Włoskiej Partii Socjalistycznej. Na czele tego ugrupowania stał nieprzerwanie do 1993. Pod koniec lat 70. doprowadził socjalistów do zdystansowania się wobec Włoskiej Partii Komunistycznej oraz do zbliżenia z Chrześcijańską Demokracją.
Umożliwiło mu to objęcie w sierpniu 1983 stanowiska premiera w ramach rządów koalicyjnych, chociaż PSI miała znacznie mniej parlamentarzystów niż chadecy. Do kwietnia 1987 stał na czele dwóch kolejnych włoskich gabinetów tworzonych przez pięć ugrupowań (DC, PSI, PRI, PSDI i PLI). Podczas jego urzędowania Włochy zostały przyjęte do grupy najbardziej wpływowych państw świata (G7), nastąpiło obniżenie inflacji (z 20% do 4%), jednocześnie doszło do znacznego wzrostu długu publicznego w relacji do PKB. W 1984 podpisał nowy konkordat wynegocjowany ze Stolicą Apostolską.
Jego pozycję w kraju wzmocniła sprawa porwania MS „Achille Lauro”. W październiku 1985 grupa palestyńskich terrorystów uprowadziła ten włoski statek wycieczkowy, na którym zamordowano jednego z pasażerów – obywatela USA żydowskiego pochodzenia. Po uwolnieniu pozostałych osób egipski samolot z porywaczami na pokładzie został przechwycony przez amerykańskie myśliwce i zmuszony do lądowania w bazie NATO na Sycylii. Włoscy karabinierzy uniemożliwili jednak amerykańskim komandosom zatrzymanie jego pasażerów. Bettino Craxi, mimo nacisków ze strony Ronalda Reagana, odmówił wydania USA porywaczy oraz przywódcy terrorystów Abu Abbasa; motywował to faktem, że do porwania doszło na włoskim statku. Doprowadziło to do kryzysu w relacjach z USA, a jednocześnie zwiększyło popularność lidera socjalistów we Włoszech. Premierowi przypisywano także ostrzeżenie Mu’ammara al-Kaddafiego przed nalotem odwetowym przeprowadzonym w kwietniu 1986 przez lotnictwo USA; dzięki temu ostrzeżeniu libijski dyktator zdążył pośpiesznie wyjechać ze swojej siedziby.
Kariera polityczna Bettina Craxiego załamała się na początku lat 90. W lutym 1992 zatrzymany został Mario Chiesa, działacz PSI i dyrektor instytucji opiekuńczej w Mediolanie. W toku znanego jako Mani pulite śledztwa, które prowadził Antonio Di Pietro, Mario Chiesa opisał procedery polegające na stworzeniu układów korupcyjnych, w ramach których łapówki były regularnie przekazywane na rzecz partii i poszczególnych polityków. Wkrótce po wyborach z tego samego roku śledztwem obejmowano kolejnych działaczy socjalistów, w grudniu 1992 wszczęto pierwsze postępowanie karne przeciwko byłemu premierowi (w sprawie dotyczącej łapówki dla PSI przy budowie metra w Mediolanie). W kilku odrębnie prowadzonych postępowaniach zarzucono mu przyjęcie korzyści majątkowych w łącznej kwocie około 250 miliardów lirów. Do 1999 zapadły wobec niego dwa wyroki, w których orzeczono kary pozbawienia wolności. Bettino Craxi bronił się, że w taki sposób działały wszystkie formacje polityczne, w tym także komuniści (z którymi mieli sympatyzować przedstawiciele wymiaru sprawiedliwości). Jednocześnie już w lutym 1993 ustąpił z funkcji sekretarza PSI. Afera znana jako Tangentopoli, której Bettino Craxi stał się symbolem, doprowadziła do upadku rządzących dotąd ugrupowań i znaczących przekształceń na scenie politycznej.
W maju 1994 prokuratorzy zamierzali zatrzymać jego paszport. Bettino Craxi w tymże miesiącu zdążył wyjechać do miejscowości Hammamet w Tunezji, gdzie posiadał letnią rezydencję. Tam zajął się działalnością publicystyczną, przedstawiał się jako polityczny uchodźca. Chorował na cukrzycę, do końca życia mieszkał w Tunezji, gdzie zmarł w 2000.

## Życie prywatne
W 1960 zawarł związek małżeński z Anną Moncini. Miał dwoje dzieci: córkę Stefanię i syna Vittoria.